# The Great Escape
The Great Escape ist das vierte Studioalbum der britischen Rockband Blur. Es erschien am 11. September 1995 in England.

## Stil
Nach dem „fröhlichen“ und verspielten Parklife wirkt dieses Album inhaltlich schon fast ein wenig melancholisch. Fast alle Lieder handeln von Einsamkeit und „Trennungen“. Das Album wurde auch als „Kehrseite“ von Parklife beschrieben, statt von der Arbeiterklasse handelt es mehr von Figuren aus den Vororten und den Problemen des modernen Lebens.
Musikalisch setzt die Band ihre Suche durch alle möglichen Varianten der Popmusik (vor allem der 60er Jahre) fort. Stücke wie The Universal führen den Gedanken eines To the End fort und zeugen vom Mut zu großen Arrangements, Chören und orchestralen und Big-Band-artigen Instrumentalisierungen. Die erste Single Country House dagegen ist ein weiteres Beispiel für den Britpop-Sound.

## Das „Battle of Britpop“ bzw. „Battle of the Bands“
Dadurch, dass The Great Escape zeitgleich mit dem zweiten Album (What’s the Story) Morning Glory? von Oasis veröffentlicht wurde, stachelte die Presse ein „Battle of Britpop“ zwischen beiden Bands an.
Während Blur mit der Single Country House vorerst das Rennen knapp für sich entscheiden konnten, verkaufte sich The Great Escape am Ende nicht so zahlreich wie das Album der Konkurrenz. Ein Nebeneffekt des „Battles“ war, dass die vorherigen beiden Alben nun auch ein Interesse außerhalb Englands wecken. Eine Single wie Charmless Man war auch wieder massenkompatibler angelegt und erhielt positivere Fanreaktionen.

## Titelliste
1. Stereotypes – 3:10
2. Country House – 3:57
3. Best Days – 4:49
4. Charmless Man – 3:34
5. Fade Away – 4:19
6. Top Man – 4:00
7. The Universal – 3:58
8. Mr. Robinson’s Quango – 4:02
9. He Thought of Cars – 4:15
10. It Could Be You – 3:14
11. Ernold Same – 2:07
12. Globe Alone – 2:23
13. Dan Abnormal – 3:24
14. Entertain Me – 4:19
15. Yuko and Hiro – 5:24

## Kommerzieller Erfolg

### Chartplatzierungen
| ChartsChartplatzierungen       | Höchstplatzierung | Wochen |
| ------------------------------ | ----------------- | ------ |
| Deutschland (GfK)              | 35 (19 Wo.)       | 19     |
| Österreich (Ö3)                | 21 (22 Wo.)       | 22     |
| Schweiz (IFPI)                 | 26 (7 Wo.)        | 7      |
| Vereinigte Staaten (Billboard) | 150 (1 Wo.)       | 1      |
| Vereinigtes Königreich (OCC)   | 1 (56 Wo.)        | 56     |

| ChartsJahrescharts (1995)    | Platzierung |
| ---------------------------- | ----------- |
| Vereinigtes Königreich (OCC) | 10          |

| ChartsJahrescharts (1996)    | Platzierung |
| ---------------------------- | ----------- |
| Vereinigtes Königreich (OCC) | 76          |

### Auszeichnungen für Musikverkäufe
| Land/Region                  | Auszeichnungen für Musikverkäufe (Land/Region, Auszeichnung, Verkäufe) | Verkäufe    |
| ---------------------------- | ---------------------------------------------------------------------- | ----------- |
| Europa (IFPI)                | Platin                                                                 | (1.000.000) |
| Frankreich (SNEP)            | Gold                                                                   | 100.000     |
| Kanada (MC)                  | Gold                                                                   | 50.000      |
| Norwegen (IFPI)              | Gold                                                                   | 25.000      |
| Schweden (IFPI)              | Gold                                                                   | 40.000      |
| Spanien (Promusicae)         | Platin                                                                 | 100.000     |
| Vereinigtes Königreich (BPI) | 3× Platin                                                              | 900.000     |
| Insgesamt                    | 4× Gold · 5× Platin ·                                                  | 1.265.000   |